# Chouf Minorities
Chouf Minorities, également appelée Chouf, est une association tunisienne qui lutte pour les droits individuels corporels et sexuels des personnes s'identifiant comme femmes et des communautés LBT (lesbiennes, bisexuelles et trans) en général.

## Fondation et buts
Créé en 2012 et enregistré à l'étranger en 2013 « car il était impossible de s'enregistrer comme une organisation défendant les droits des LGBT », le collectif Chouf Minorities est créé officiellement en Tunisie en 2015.
L'association se définit comme un collectif d'activistes utilisant les outils audiovisuels pour permettre aux femmes tunisiennes, et plus spécifiquement aux femmes FSF, un espace de parole et de construction. C'est une structure non hiérarchique et féministe.

## Plaidoyer et mobilisation
Mobilisée dans le plaidoyer pour les droits des femmes et de la communauté LGBTQI+, l'association participe à la rédaction du rapport de la Commission des libertés individuelles et de l'égalité (Colibe) auprès d'autres organisations tunisiennes.
En partenariat avec les associations Mawjoudin et Damj, Chouf Minorities mène une étude poussée sur les atteintes systématiques aux droits des personnes LGBTQI+ en Tunisie,.
L'association Chouf Minorities participe également à alerter le président de la République tunisienne sur la protection des droits durant le mois de ramadan, dans une lettre ouverte co-signée avec plusieurs organisations et regroupées sous l'appellation « Collectif pour les libertés individuelles ». À l'occasion de la Journée internationale de lutte contre l'homophobie et la transphobie, le 17 mai 2018, le collectif se mobilise également : il appelle notammen à la fin de la pratique du test anal et à la dépénalisation de l'homosexualité. À la sortie du rapport de la Colibe, le collectif prend position publiquement pour une abrogation de la peine de mort, et des articles 230, 231 et 236 du Code pénal. Il se mobilise également contre le SIDA. 
En partenariat avec l'association Chaml, Chouf Minorities organise une campagne de sensibilisation et de plaidoyer pour dénoncer le harcèlement de rue avec une vidéo mobilisant soixante femmes tunisiennes, dont certaines personnalités (telles que Lina Ben Mhenni, Amira Chebli ou Bochra Belhaj Hmida). Chouf participe également à une campagne contre les stéréotypes concernant la bisexualité avec d'autres organisations.

## Festival Chouftouhonna
L'association Chouf Minorities organise chaque année un festival d'art féministe à Tunis, Chouftouhonna. Le festival donne un espace d'expression artistique aux femmes pour revendiquer leurs droits, au travers d'une programmation pluridisciplinaire. Pour sa quatrième édition, en septembre 2018, Chouf Minorities invite plus de 150 femmes artistes, au Théâtre national tunisien, dans la médina de Tunis.

## Cours de self-défense
Chouf Minorities propose des cours de self-défense féministes. La coach certifiée en arts martiaux anime ces ateliers toutes les semaines dans le centre-ville de Tunis. Cette activité a pour objectif de permettre aux femmes victimes de violence de ne pas être impuissantes face à des agressions.